# Nicola Porpora
Nicola Antonio Porpora, vagy Niccolò Porpora (Nápoly, 1686. augusztus 17. – Nápoly, 1768. március 3.) olasz barokk zeneszerző, az opera seria elismert mestere, korának legnevesebb énektanára.

## Élete, munkássága
A nápolyi zeneakadémián tízévesen kezdte tanulmányait, Greco és Mancini növendékeként, és körülbelül tíz év múlva végzett. Ekkoriban a nápolyi zenei életet és az operát Alessandro Scarlatti uralta. Porpora első opera seriáját, az Agrippinát, 1708-ban mutatták be a nápolyi udvarban – sikerrel. 1711-től 1725-ig Frigyes Hessen-Darmstadti herceg zenemestere volt, és ebben az időben írta két újabb operáját: Flavio Anicio Olibrio (1711), Basilio re d'oriente (1713), amiket Nápolyban mutattak be. 1714-ben komponálta az Adanna e Teseót a bécsi udvar számára, majd a Temistoclét, amelynek bemutatója 1718-ban volt a Hoftheaterben. 1715 és 1721 között a nápolyi Conservatorio di S. Onofrio és a Poveri di Gesù Cristo ének- és zeneszerzéstanára volt. Karmestere volt a nápolyi portugál követnek is. Híressé vált énekes tanítványa volt Farinelli, Caffarelli és Salimbeni (tanítványa volt még Antonio Uberti is, akit később „Porporino” névvel illettek). Következő fontos alkotásai az Angelica (1720) és a Gli orti esperidi (1721) című szerenádok. Ezeknek a szövegét a fiatal Pietro Metastasio írta (akit ő fedezett fel). 1722-ben az operasikerei már lehetővé tették, hogy feladja konzervatóriumi kötelezettségeit.
A Regina d'Egitto című operát Domenico Scarlattival írta, és 1718-ban mutatták be Rómában. Ezt már saját „római” operái követték: az Eumene (1721) és az Adelaide (1723). Az 1725-ben Reggio Emiliában bemutatott Didone abbandonata opera Metastasio első operalibrettója volt.
1726-ban Velencébe költözött, az Ospedale degli Incurabili vezetője lett. 1733-ban, az Opera of the Nobility szervezői meghívták Londonba, nem titkoltan Händel riválisaként. Első évében írta London számára az Ariadné Naxosz szigetén című operát, amit még további öt mű követett. 1736-ban visszautazott Velencébe, az Incurabilibe. A következő évben Nápolyba költözött, és a Conservatorio di S. Maria di Loreto zenemestere lett, majd 1741-től már ismét Velencében tartózkodott: az Ospedale della Pietà kórusmestere volt. 1747-től Drezdában udvari karmesterként és Mária Antónia bajor hercegnő énektanáraként működött, az ő születésnapjára írta Filandro című operáját. Drezdában összeütközésbe került Johann Adolf Hasséval, az udvar főkarmesterével és annak feleségével, a primadonna Faustinával, ezért 1752-ben Bécsbe költözött, ahol énekórákat adott, miközben a fiatal Haydnt is tanítványává, zongorakísérőjévé és mindenesévé, gyakorlatilag inasává fogadta. 1758-ban hazautazott Nápolyba, a Conservatorio di S. Onoftio igazgatójaként és egyházi karnagyként tevékenykedett. 1760-ban megírta utolsó operáját (Il trionfo di Camilla), amely egy 1740-es, azonos című darabjának átdolgozása volt.
1768 márciusában halt meg. Élete vége felé kora és egészségi problémái miatt megvált minden állásától, és több kellemetlenség is érte: utolsó operája, a Camilla megbukott, tulajdonképpen egész stílusa ódivatúvá vált, és Drezdából sem folyósították már a kegydíját. Annyira szegény volt, hogy temetését csak egy ebből az alkalomból rendezett hangverseny jövedelméből tudták megtartani.

## Művei
Porpora mintegy 53 operát, több oratóriumot, egyházi és kamarazenei műveket írt. Az alábbi lista nem tekinthető teljesnek.

### Operái
| Cím                                               | Műfaj                   | Librettó                                       | A bemutató dátuma                | A bemutató helye                                                                 |
| ------------------------------------------------- | ----------------------- | ---------------------------------------------- | -------------------------------- | -------------------------------------------------------------------------------- |
| Agrippina                                         | opera seria             | N. Giuvo                                       | 1708. november 4.                | Nápoly, Palazzo Reale                                                            |
| Flavio Anicio Olibrio                             | opera seria             | Apostolo Zeno, Pietro Pariati                  | 1711. január                     | Nápoly, Teatro San Bartolomeo                                                    |
| Basilio, re di Oriente                            | opera seria             | G. Neri után                                   | 1713. június 24.                 | Nápoly, Teatro dei Fiorentini                                                    |
| Arianna e Teseo                                   | opera seria             | Pietro Pariati                                 | 1714                             | Bécs, Hof                                                                        |
| Berenice regina d'Egitto, ovvero Le gare di amore | opera seria             | Antonio Salvi                                  | 1718, karnevál                   | Róma, Teatro Capranica                                                           |
| Temistocle                                        | opera seria             | Apostolo Zeno                                  | 1718. október 1.                 | Bécs, Hof                                                                        |
| Faramondo                                         | opera seria             |                                                | 1719. november 19.               | Nápoly, Teatro San Bartolomeo                                                    |
| Angelica                                          | serenata                | Metastasio                                     | 1720. augusztus 28.              | Nápoly, Palazzo del Principe di Torella                                          |
| Eumene                                            | opera seria             | Apostolo Zeno                                  | 1721, karnevál                   | Róma, Teatro Alibert                                                             |
| Gli orti esperidi                                 | serenata                | Metastasio                                     | 1721. augusztus 28.              | Nápoly, Palazzo Reale                                                            |
| Flavio Anicio Olibrio                             | opera seria             | Apostolo Zeno, Pietro Pariati                  | 1722, karnevál                   | Róma, Teatro Alibert                                                             |
| Adelaide                                          | opera seria             | Antonio Salvi                                  | 1723, karnevál                   | Róma, Teatro Alibert                                                             |
| Amare per regnare                                 | opera seria             | F. Passarini Amore e fortunatája után          | 1723. december 12.               | Nápoly, Teatro San Bartolomeo                                                    |
| Imeneo                                            | componimento drammatico | Silvio Stampiglia                              | 1723                             | Nápoly                                                                           |
| Semiramide regina dell'Assiria                    | opera seria             | I. Zanelli Ninója után                         | 1724 tavasza                     | Nápoly, Teatro San Bartolomeo                                                    |
| Damiro e Pitia                                    | opera seria             | D. Lalli                                       | 1724. október 12.                | München                                                                          |
| Siface                                            | opera seria             | Metastasio                                     | 1725, karnevál                   | Milánó, Ducale                                                                   |
| Didone abbandonata                                | opera seria             | Metastasio                                     | 1725                             | Reggio Emilia, Pubblico                                                          |
| La verità nell'inganno                            | opera seria             | F. Silvani                                     | 1726, karnevál                   | Milánó, Regio Ducal                                                              |
| Meride e Selinunte                                | opera seria             | Apostolo Zeno                                  | 1726, karnevál                   | Velence, Teatro San Giovanni Cristostomo                                         |
| Siroe, re di Persia                               | opera seria             | Metastasio                                     | 1727. február                    | Róma, Dame                                                                       |
| Arianna e Teseo (revised)                         | opera seria             | Pietro Pariati                                 | 1727 ősze                        | Velence, Teatro San Giovanni Cristostomo                                         |
| Ezio                                              | opera seria             | Metastasio?, Lalli                             | 1728. november 20.               | Velence, Teatro San Giovanni Cristostomo                                         |
| Semiramide riconosciuta                           | opera seria             | Metastasio, átdolgozta Lalli?                  | 1729, karnevál, 1739. január 20. | Velence, Teatro San Giovanni Cristostomo, átdolgozva Nápoly, Teatro di San Carlo |
| Ermenegilda                                       | opera seria             |                                                | 1729                             | Nápoly                                                                           |
| Mitridate                                         | opera seria             | Apostolo Zeno, Filippo Vanstryp                | 1730, karnevál                   | Róma, Teatro Capranica                                                           |
| Tamerlano                                         | opera seria             | A. Piovene                                     | 1730, karnevál                   | Torinó, Regio                                                                    |
| Poro                                              | opera seria             | Metastasio Alessandro nell'Indiéje után        | 1731, karnevál                   | Turin, Regio                                                                     |
| Annibale                                          | opera seria             | Filippo Vanstryp                               | 1731 ősze                        | Velence, San Angelo                                                              |
| Germanico in Germania                             | opera seria             | N. Coluzzi                                     | 1732. február                    | Róma, Teatro Capranica                                                           |
| Issipile                                          | opera seria             | Metastasio                                     | 1733, karnevál                   | Róma, Rucellai                                                                   |
| Arianna in Nasso                                  | opera seria             | Paolo Antonio Rolli                            | 1733. december 29.               | London, Lincoln's Inn Fields Theatre                                             |
| Enia nel Lazio                                    | opera seria             | Paolo Antonio Rolli                            | 1734. május 11.                  | London, Lincoln's Inn Fields Theatre                                             |
| Polifemo                                          | opera seria             | Paolo Antonio Rolli                            | 1735. február 1.                 | London, King's Theatre                                                           |
| Ifigénia Auliszban                                | opera seria             | Paolo Antonio Rolli, Apostolo Zeno után        | 1735. május 3.                   | London, King's Theatre                                                           |
| Mitridate                                         | opera seria             | G. da Gavrado (C. Cibber)                      | 1736. január 24.                 | London, King's Theatre                                                           |
| La festa d'Imeneo                                 | componimento drammatico | Paolo Antonio Rolli                            | 1736. május 4.                   | London, King's Theatre                                                           |
| Lucio Papirio                                     | opera seria             | Antonio Salvi, átdolgozta G. Boldoni           | 1737, karnevál                   | Velence, San Cassiano                                                            |
| Rosbale                                           | opera seria             | C. N. Stampa Eumenéje után                     | 1737 ősze                        | Velence, Teatro San Giovanni Cristostomo                                         |
| Carlo il Calvo                                    | opera seria             |                                                | 1738 tavasza                     | Róma, Teatro Dame                                                                |
| Il barone di Zampano                              | opera buffa             | P. Trinchera                                   | 1739 tavasza                     | Nápoly, Teatro Nuovo                                                             |
| L'amico fedele                                    | opera buffa             | G. di Pietro                                   | 1739 ősze                        | Nápoly, Teatro dei Fiorentini                                                    |
| Intermezzo Fülöp infáns esküvőjére                |                         |                                                | 1739                             | Madrid                                                                           |
| Il trionfo di Camilla                             | opera seria             | Silvio Stampiglia                              | 1740. január 20.                 | Nápoly, Teatro San Carlo                                                         |
| Tiridate                                          | opera seria             | Metastasio Zenobiája után                      | 1740. december 19.               | Nápoly, Teatro San Carlo                                                         |
| Il trionfo del valore                             | comedia per musica      | A. Polomba                                     | 1741 tele                        | Nápoly, Teatro Nuovo                                                             |
| Giascone                                          | serenata?               |                                                | 1742                             | Nápoly                                                                           |
| Statira                                           | opera seria             | Francesco Silvani                              | 1742, karnevál                   | Velence, Teatro San Giovanni Cristostomo                                         |
| Partenope                                         | opera seria             |                                                | 1742                             | Nápoly                                                                           |
| La Rosmene                                        | opera seria             |                                                | 1742                             | Bécs                                                                             |
| Temistocle                                        | opera seria             | Metastasio                                     | 1743. február 22.                | London, Haymarket Theatre                                                        |
| Le nozze d'Ercole e d'Ebe                         | opera seria             |                                                | 1744, karnevál                   | Velence, Teatro San Giovanni Cristostomo                                         |
| Filandro-Philander                                | opera seria             | Vincenzo Cassani L'incostanza schernitája után | 1747. július 18.                 | Drezda, Hof                                                                      |
| Il trionfo di Camilla (második változat)          | opera seria             | Silvio Stampiglia, átdolgozta G. Lorenzi       | 1760. május 30.                  | Nápoly, Teatro San Carlo                                                         |

### Oratóriumai
- Davide e Betsabea (London, 1734)
- Gedeone (Bécs, 1737)
- Il martirio di S. Eugenia

### Kantátái
Mind London, 1735.
- D'amore il primo dardo
- Nel mio sonno almen (Il sogno)
- Tirsi chiamare a nome
- Queste che miri o Nice
- Scrivo in te l'amato nome (Il nome)
- Già la notte s'avvicina (La pesca)
- Veggo la selva e il monte
- Or che una nube ingrata
- Destatevi destatevi 0 pastori
- Oh se fosse il mio core
- Oh Dio che non è vero
- Dal pover mio core

### Egyéb művek
- 6 Sinfonie da camera, Op. 2 (London, 1736)
- 12 szonáta hegedűre és nagybőgőre, Op. 12
- 12 triószonáta két hegedűre és bőgőre (Bécs, 1754)
- Szonáták csellóra és bőgőre
- Csellóverseny

## Fordítás
- Ez a szócikk részben vagy egészben  a   Nicola Porpora című angol Wikipédia-szócikk ezen változatának fordításán alapul.  Az eredeti cikk szerkesztőit annak laptörténete sorolja fel. Ez a jelzés csupán a megfogalmazás eredetét és a szerzői jogokat jelzi, nem szolgál a cikkben szereplő információk forrásmegjelöléseként.
- Ez a szócikk részben vagy egészben  a   List of operas by Porpora című angol Wikipédia-szócikk ezen változatának fordításán alapul.  Az eredeti cikk szerkesztőit annak laptörténete sorolja fel. Ez a jelzés csupán a megfogalmazás eredetét és a szerzői jogokat jelzi, nem szolgál a cikkben szereplő információk forrásmegjelöléseként.